# Hanham
Hanham – wieś w Anglii, w hrabstwie ceremonialnym Gloucestershire, w dystrykcie (unitary authority) South Gloucestershire. Leży 5 km na wschód od miasta Bristol i 166 km na zachód od Londynu.